# 利物浦
利物浦（英語： /ˈlɪvərpuːl/），舊譯梨花埠，是英格兰西北部著名港口城市，為默西赛德都市郡的5个自治市之一，由利物浦市议会治理。1207年時以自治市鎮的身份成立，1880年獲得城市地位。2011年人口約為466,415，是利物浦都會區的中心。利物浦市區的人口約為2,200,000，英國第四大城市。
利物浦居民稱為Liverpudlians，但也稱“Scousers”，後一名稱來自當地名吃燉湯“scouse”，同時這一詞還指利物浦方言。利物浦居民種族頗為豐富，有全英最古老的黑人社區和全歐最古老的華人社區。
吉尼斯世界紀錄將利物浦評為“世界流行樂之都”，披頭四、比利·弗里、格里和帶頭人及其他許多樂隊都是在此發跡的。兩支英超球會：利物浦和也位於利物浦。2007年時利物浦慶祝其800歲誕辰，次年與斯塔萬格一起成為歐洲文化之都。

## 历史

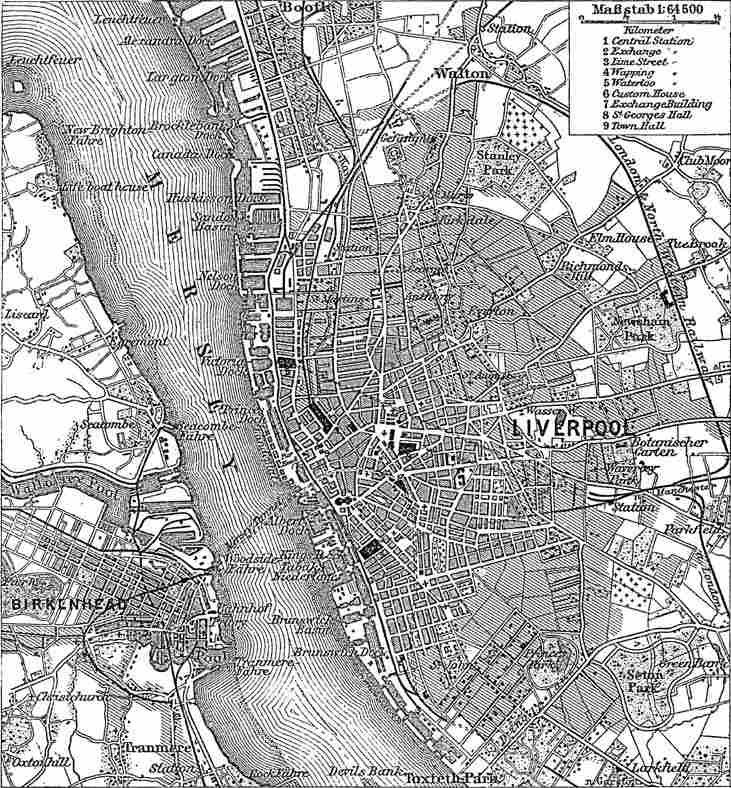
1888年地图

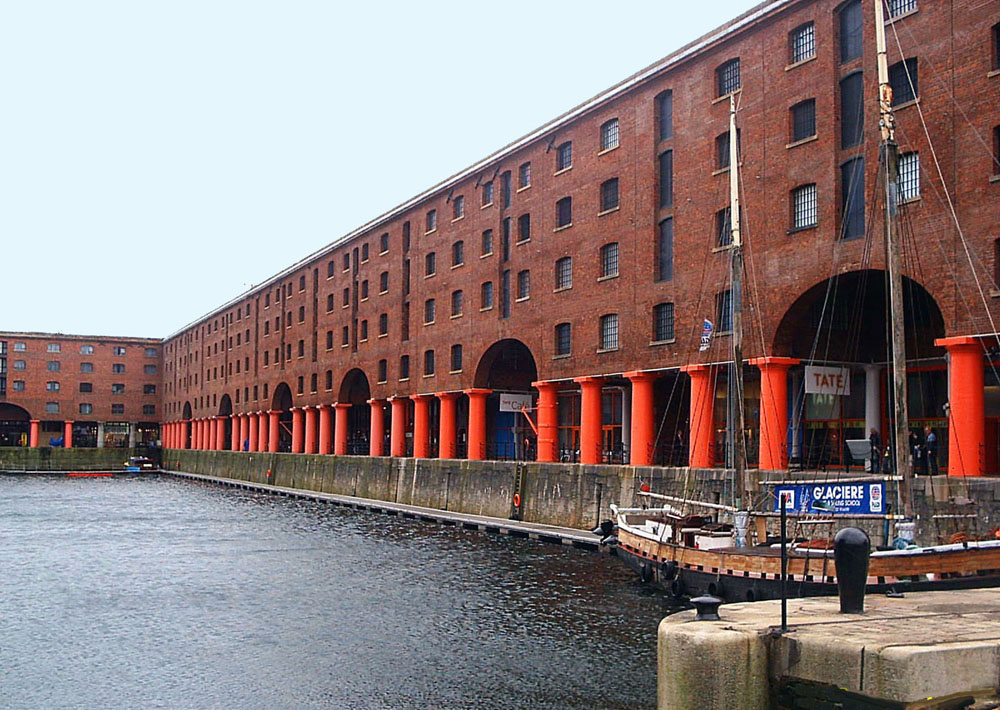
阿尔伯特船坞

利物浦的名稱來源有兩個說法，一說利物浦在十二世紀被稱為'Liuerpul'，意思是滿是泥沙的池塘或小溪；另一個說法則是源於'elverpool'這名稱，原因是以前默西河有大量鰻魚（鰻魚在英語稱作eel）。
一般認為利物浦這個城市起源於1207年8月，當時国王约翰下了令建立利物浦市镇。但直到16世紀中葉，利物浦人口还是仅有500人的小镇。英国内战期间，在1644年，利物浦经历了18日的围困。
直到1650年代英國內戰後，利物浦的貿易和居民人數才开始缓慢增長。1699年，利物浦成為堂区（parish）。同年，利物浦商人的第一艘奴隶船进行非洲航行。踏入十八世紀，同西印度群島的貿易超过了同愛爾蘭和歐洲的貿易，利物浦开始增长。
1715年利物浦建成英國第一個船塢， 而奴隸貿易的利潤幫助該市迅速繁榮起來。到18世纪末，利物浦控制了欧洲41％，英国80％的奴隶贸易。同时这里也是英国工业革命的主要地区之一。
到十九世紀初，40%的世界貿易通過利物浦船塢。1830年世界上第一条客运铁路在利物浦和曼彻斯特之间开通。利物浦的人口继续快速增加，最終成為英國第二大都市。利物浦有大量主要建築落成（如圣乔治大厅、Lime街火车站），反映其财富。
由於1845-1849年的大飢荒，成千的愛爾蘭人抵達這裡。到1851年，城市幾乎25%的人口都是在愛爾蘭出生的。在20世纪的上半叶，利物浦的移民来自欧洲各地。二战期间，利物浦遭受了80次空袭，造成2500多人死亡，都会区几乎一半房屋受损。1952年，利物浦与二战中另一经历过空袭的城市德国科隆结为友好城市。战后，城市进行大规模重建，包括住宅和锡福斯码头Seaforth Dock，英国最大的码头工程。
1931年，利物浦的人口达到顶峰，为855688人。1961年下降到610114人，2001年人口进一步下降到439476人。
在20世纪60年代，利物浦成为青年文化的中心。“Merseybeat”成为披头士等流行乐队的代名词，使该市一跃到流行乐坛的前沿。
自从20世纪70年代中期开始，利物浦的船坞与传统制造业急剧衰落。集装箱的大规模使用让利物浦的码头过时。在20世纪80年代，利物浦的失业率在英国的大城市中最高。自90年代中期以来，利物浦的经济已经复苏，其經濟成長率高於全国經濟平均數據值。

## 地理
利物浦位于英格兰西北部，默西河口的东岸，市中心距离爱尔兰海大约5英里。利物浦的地形起伏不平，穿越一条山脊，最高处是海拔高70米的愛華頓山。

## 人口
2002年，利物浦市内人口441,477人，而整个默西河畔都市区的人口共有1,362,026人。

### 種族

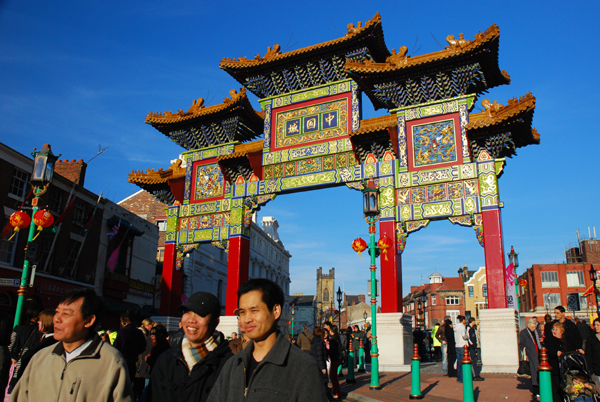
利物浦中國城的牌坊

2009年，利物浦的人口中，91%是白人；3.0%是亞裔人；1.9%是黑人；2.0%是混血；2.1%是華人和來自其他國家的居民。
利物浦有著英國最古老的黑人社區，歷史可追溯至1730年代。一些利物浦的黑人的十多代都生活在這裡。早期的黑人居民主要是海員、商人的子嗣、自由奴隸。
除去黑人社區之外，利物浦還有著歐洲最古老的華人社區。利物浦中國城的第一位華人居民於19世紀抵達。大量的愛爾蘭人和威爾士人也聚居於利物浦 。1813年時10%的利物浦居民是威爾士人，因為被冠以“北方威爾士人的首都”之稱。愛爾蘭大饑荒爆發的頭十年就有兩百萬愛爾蘭人逃難到利物浦。到1851年時，全市已有兩成的居民都是愛爾蘭人了。根據2001年人口普查，1.17%的利物浦人出生於威爾士，0.75%出生於愛爾蘭共和國，0.54%出生於北愛爾蘭，更多的人有來自這些地區的祖先。利物浦的非洲裔加勒比人、加納人印度人、拉丁美洲人馬來西亞人、索馬里人和也門人社區也都有上千人口。

## 交通

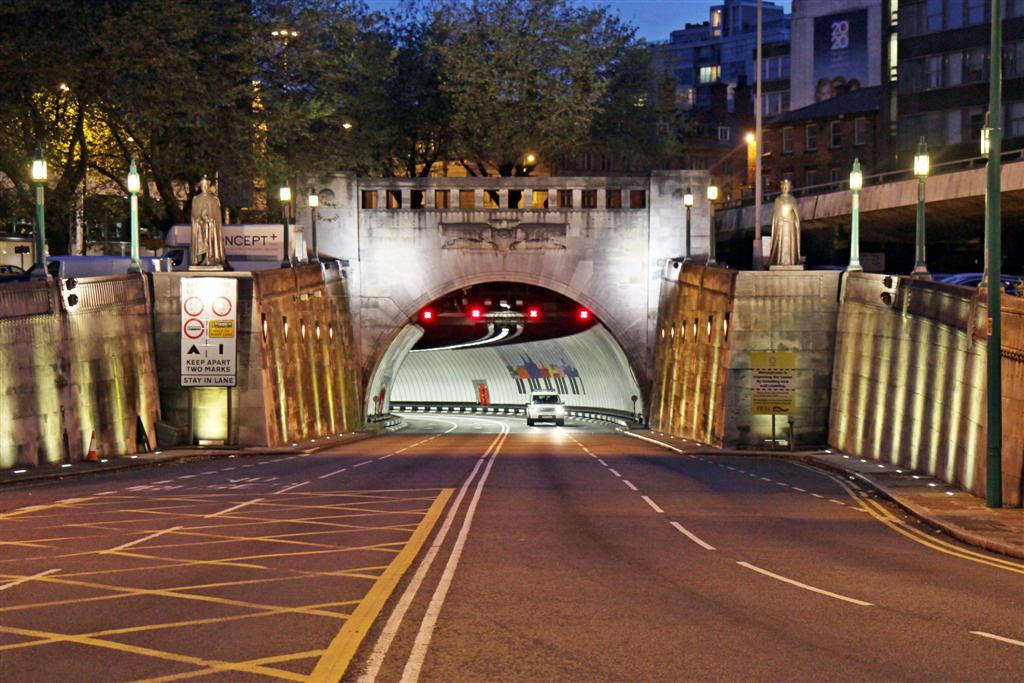
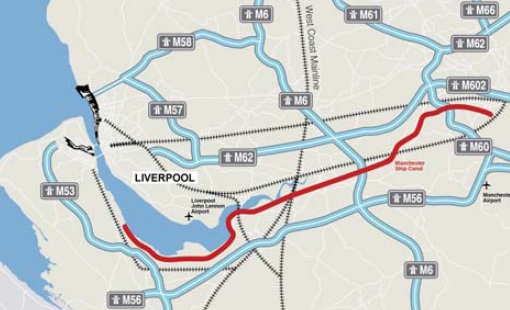

利物浦有完善的城市交通体系，覆盖整个默西塞德郡地区，并连接周边的大曼彻斯特郡、柴郡与兰开夏郡。

### 巴士

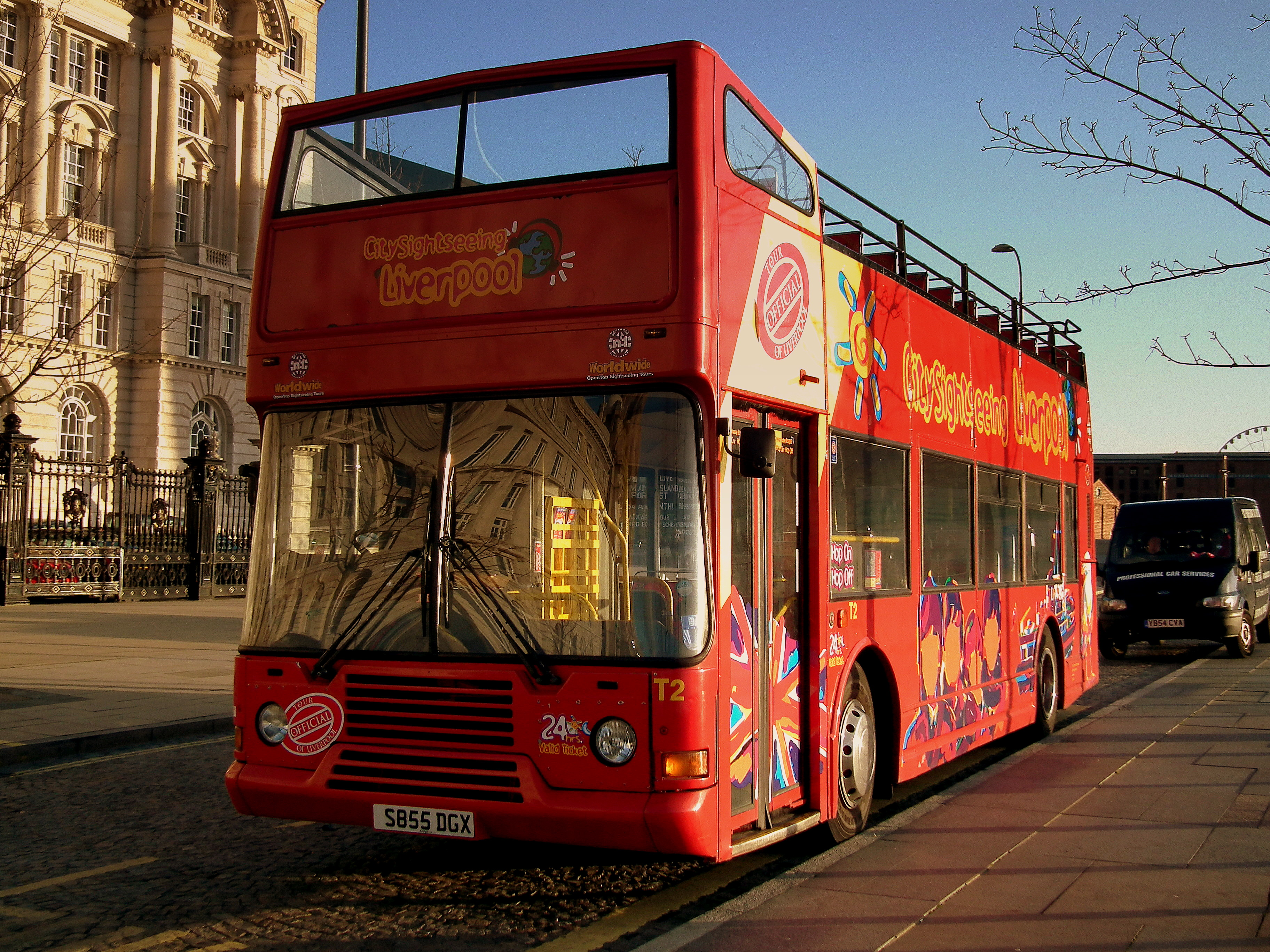

利物浦市内巴士服务于整个默西塞德地区并有巴士线路1、2、X8通往周边柴郡的埃尔斯米尔港和切斯特，巴士线路6、7通往柴郡的沃灵顿，巴士线路14、14A、14B、14F、61、61A、79C通往柴郡的哈尔顿、朗科恩和巴士线路X2通往兰开夏郡的普雷斯顿，另有巴士线路47、300、310、345等通往默西塞德郡北部的绍斯波特与巴士线路10、10A通往默西塞德郡东北部的自治市圣海伦斯，除此之外，还有越江巴士407、423、432、433、437、441、442、464、471、472、487等通过默西河隧道或国王隧道通往河对岸的威勒尔自治市。利物浦市内主要的两大公交枢纽为位于市中心商业区的女王广场公交枢纽和靠近市中心阿尔伯特码头的利物浦一号公交枢纽，并有巴士线路直通利物浦约翰·列侬机场。
利物浦市内巴士主要由爱瑞发（Arriva）和捷达集团（Stagecoach）运营，另有其他小型巴士服务公司例如Cumfybus、HTL Buses、Huyton Travel等提供城市环线以及城镇或街区间的穿梭巴士服务。
此外利物浦还有属于英国长途客车运输网络的长途客车服务通往伦敦、曼彻斯特、利兹、普雷斯顿和卡迪夫等地。

### 城市轨道交通

利物浦是拥有城市轨道交通的城市，其市中心地下拥有仍然属于英国国家铁路网但实际上运营路轨系统独立于普通城际铁路的城市轨道交通体系——默西塞德铁路。默西塞德铁路拥有北线、威勒尔线和城市线三条线路，其中城市线是利物浦至曼彻斯特、普雷斯顿、布莱克浦的普通城际铁路位于默西塞德郡境内路段的通俗称呼，北线和威勒尔线则是独立于普通城际铁路的独立城市轨道交通系统，北线由利物浦市南郊的亨特十字车站经由利物浦南大道站、利物浦市中心通往默西塞德郡北部的绍斯波特和奥姆斯柯克，威勒尔线由市中心穿越默西河通往威勒尔自治市的新布赖顿、西柯比、柴郡的埃尔斯米尔港与切斯特。
默西塞德铁路拥有67个车站，线路全长75英里，其中有6.5英里是在地下。每天超过100,000人次乘坐默西塞德铁路的列车，是英国除了伦敦以外最繁忙的城市轨道交通系统，并且是潜在的能发展成为地铁的城市轨道交通系统，也被称作“准地铁系统”（Metro-like System）。
| 路線名稱 | 路線名稱        | 開通年份 | 路線類型           |
| -------- | --------------- | -------- | ------------------ |
|          | 城市線          | 1830年   | 普通城际铁路       |
|          | 威勒尔线        | 1830年   | 淺層隧道和地面铁轨 |
|          | 北線 (默西鐵路) | 1876年   | 淺層隧道和地面铁轨 |

### 铁路系统
利物浦铁路系统的历史最早可追溯至1830年开通的世界上第一条客运铁路——利物浦至曼彻斯特客运铁路线。如今，利物浦是英国全国铁路网位于英格兰西北地区的主要枢纽之一，市内拥有以下几大车站：莱姆大街站、边山站和南大道站。从利物浦出发的列车主要通往曼彻斯特、普雷斯顿、布莱克浦、谢菲尔德、利兹、约克、纽卡斯尔和伯明翰、诺维奇，并有维珍铁路运营的城际快车直达伦敦尤斯顿站。历史上利物浦还有通往爱丁堡、格拉斯哥和卡迪夫等地的列车线路，但均已于2000年取消。不过，利物浦将在未来开通至格拉斯哥以及北威尔士的列车线路。
利物浦的主线铁路列车服务主要由北方铁路（Northern Rail）、第一奔宁特快（First TransPennine Express）、伦敦中部列车（London Midland）和东中部列车（East Midland）运营。

### 机场
利物浦机场于1930年代建立，位于利物浦市南郊的斯皮克，于2001年为纪念披头士乐队的灵魂人物约翰·列侬而更名为利物浦约翰·列侬机场。2006年该机场接待旅客500万人次，有通往伦敦、贝尔法斯特、马恩岛等国内城市和地区的航班，并有通往巴黎、柏林、日内瓦、阿姆斯特丹、都柏林、布拉格、布拉迪斯拉发、里斯本、尼斯、马德里、巴塞罗那、布加勒斯特、里加、华沙等城市的国际航班。
机场与市中心有巴士线路86A、80A、82A、500等连接。

### 水路交通

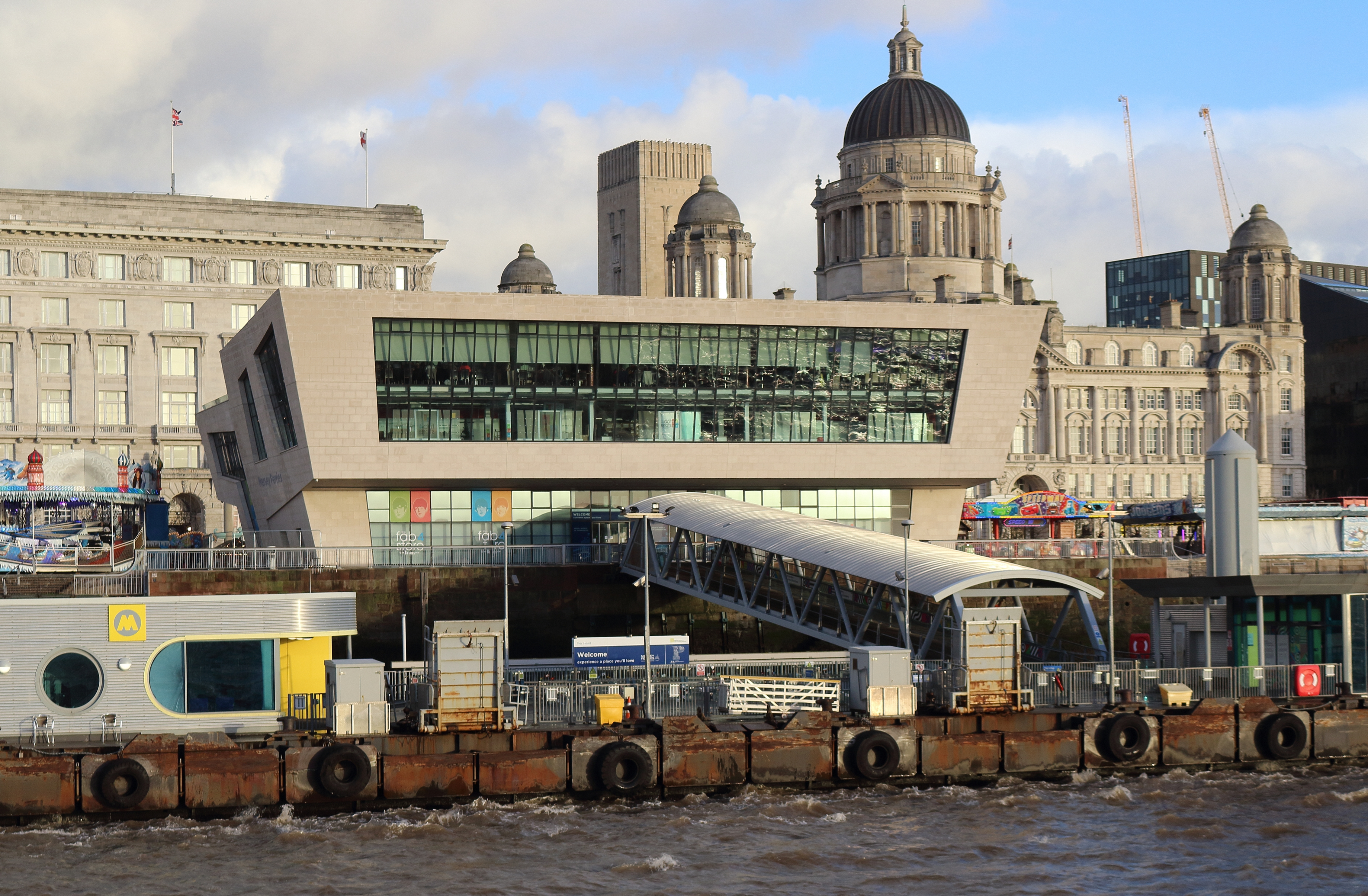
客運樓
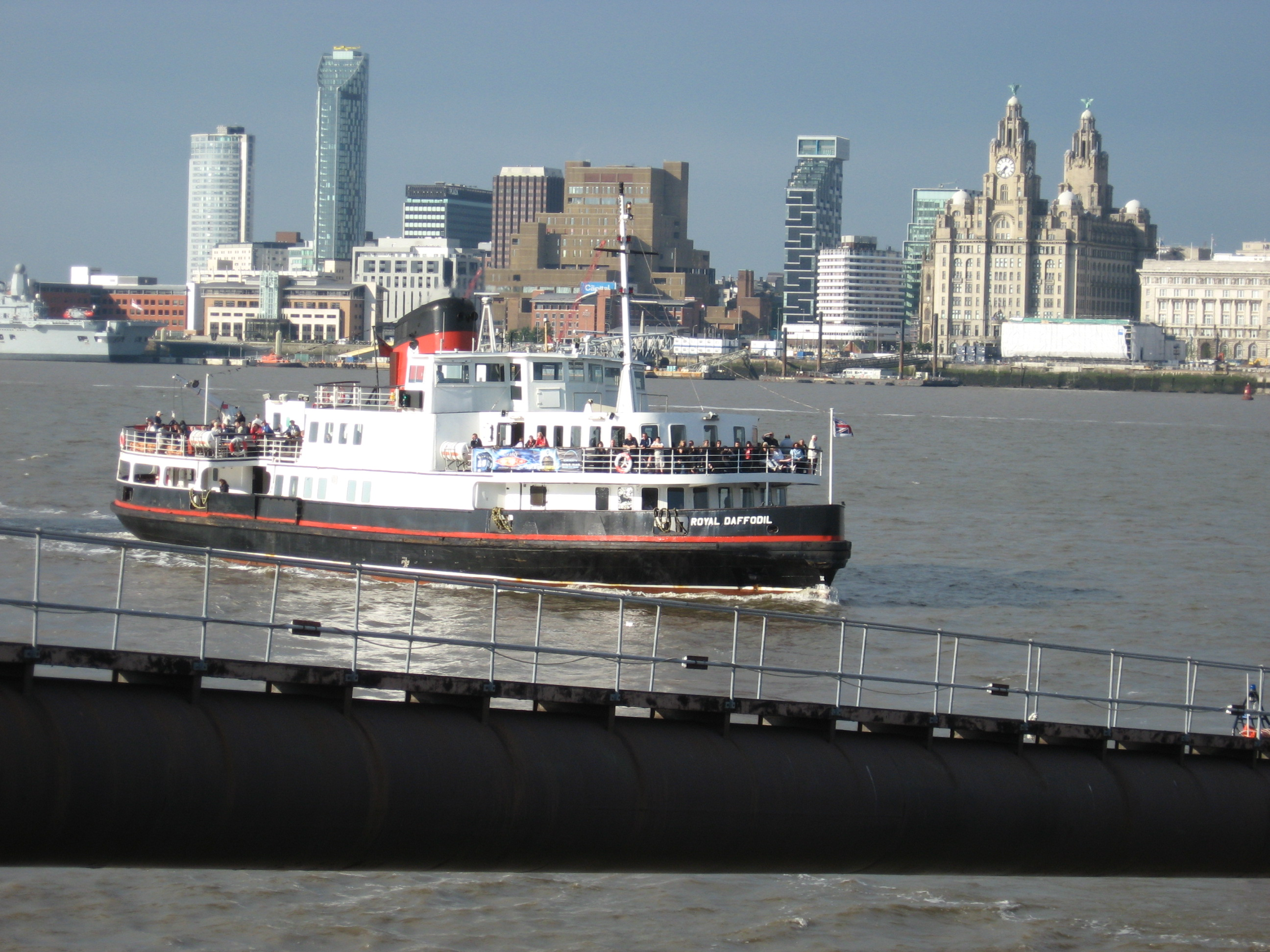
渡輪梅西河
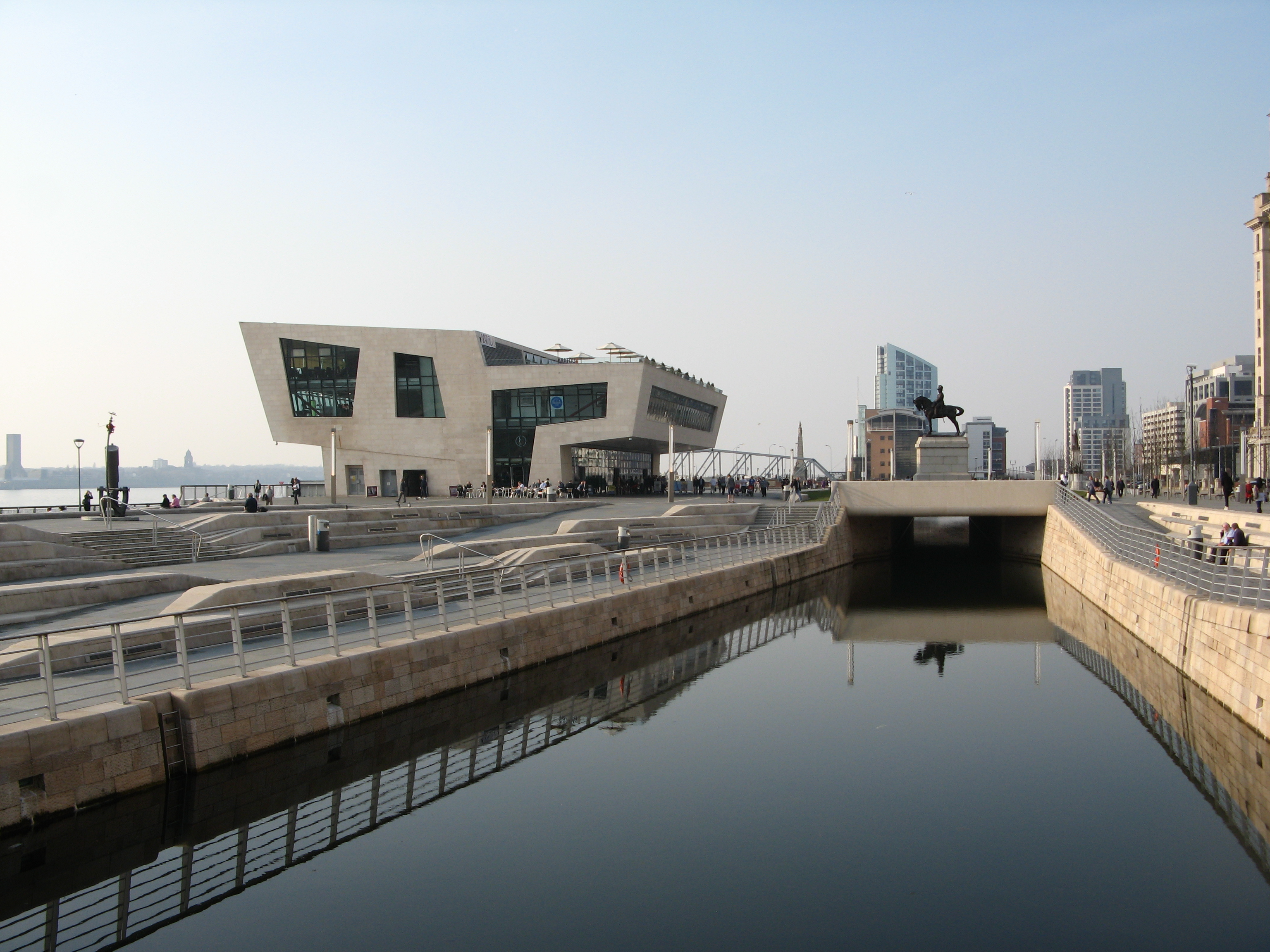
运河
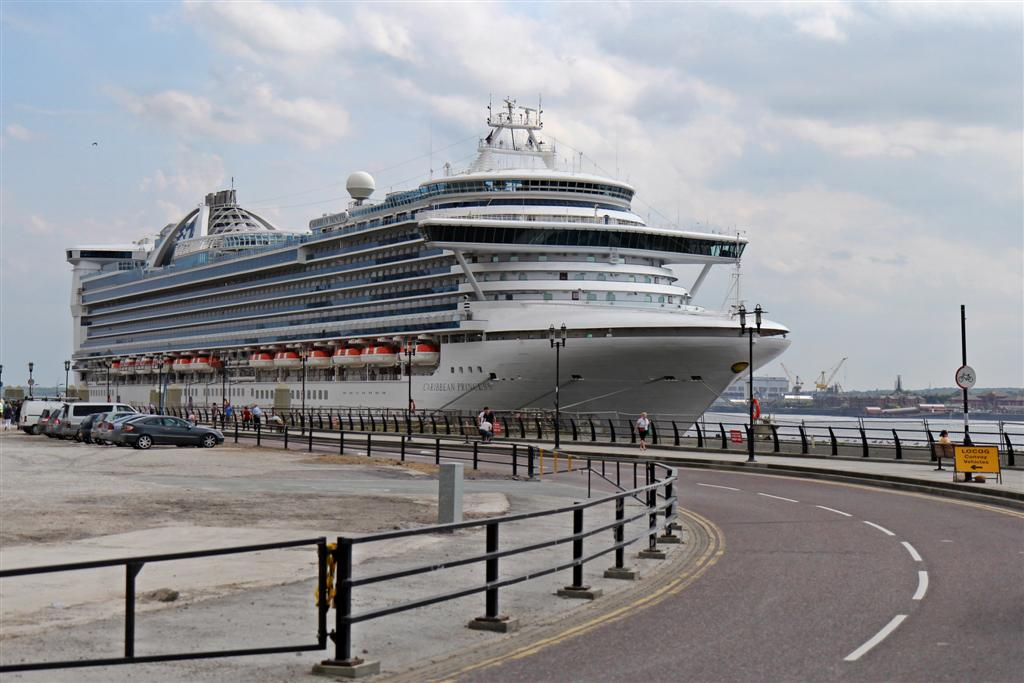
遊輪
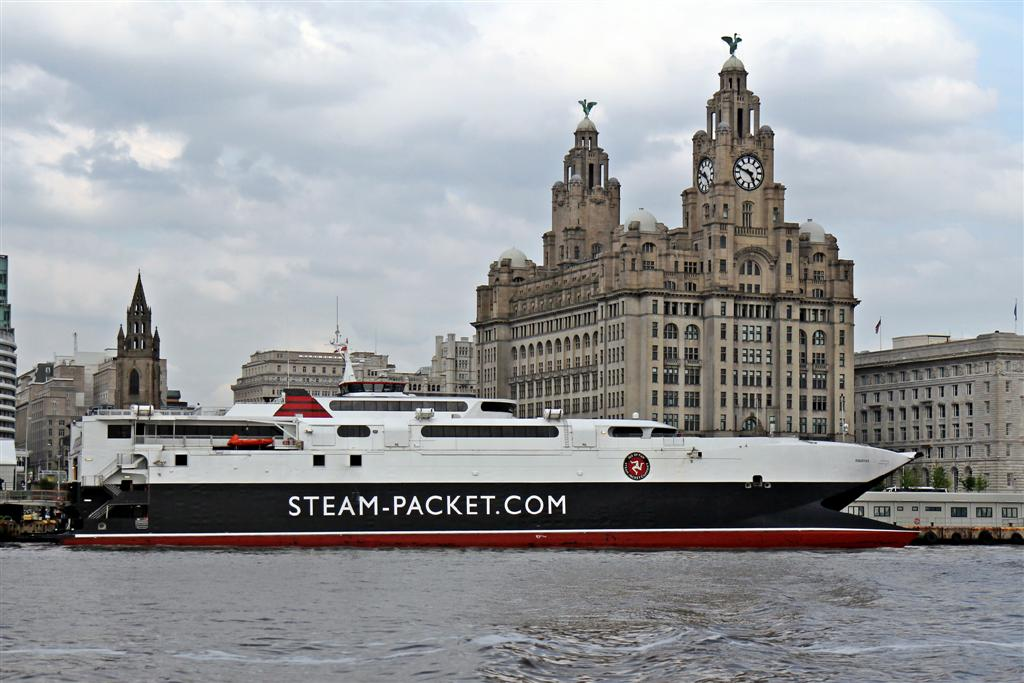
马恩岛渡輪

作为一个濒临默西河流入爱尔兰海的港口城市，水路交通在利物浦的历史上扮演了一个相当重要的角色，利物浦港曾经是英国大西洋航线的重要枢纽港，并有多条航线通往美国纽约及东海岸，而第一批华人亦由中国上海启航抵达利物浦。二战后随着利物浦海运业的衰落，目前利物浦货运港转移至北郊的布特尔，市中心港口主要用作观光港口和大型邮轮码头。
利物浦拥有市区阿尔伯特码头通往马恩岛、伯肯黑德通往贝尔法斯特、布特尔通往都柏林三条客运渡轮航线，并有利兹和利物浦运河与利兹相通。

## 经济

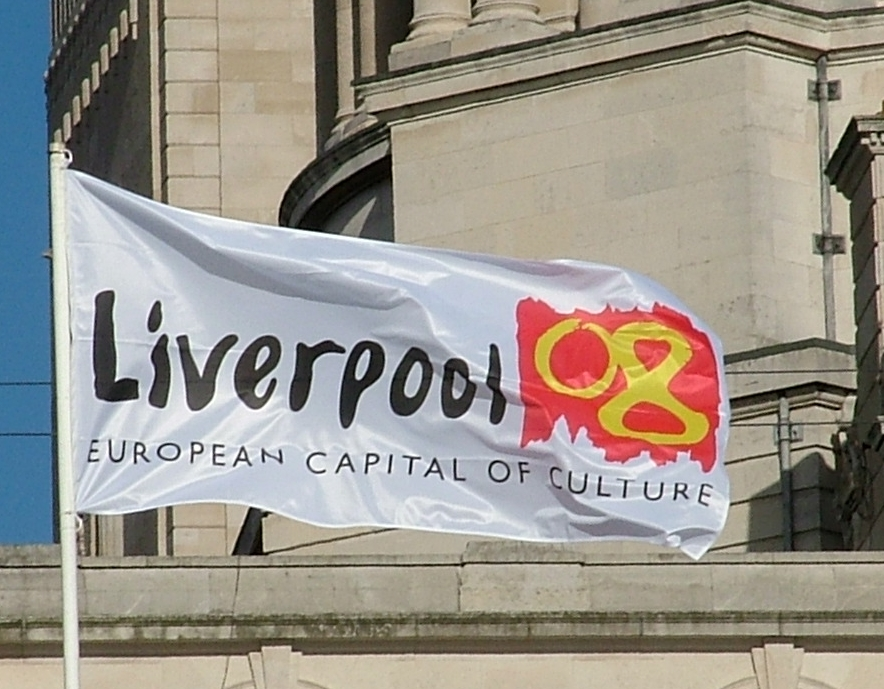
利物浦港务大厦前的利物浦欧洲文化之都2008旗帜

利物浦經濟已從二次大戰後的長期衰落中得到恢復。1995年到2001年已錄得全年6.3%的增長。這與其他城市比較會較明顯：內倫敦是5.8%，布里斯托是5.7%。1998年-2002年職位增長率9.2%，同期全國平均4.9%。
和英國其他城市一樣，這裏的商业和服務業有了巨大的發展，它擁有數家大型顧客服務中心以及全英最大的露天购物中心——利物浦一号购物休闲区，而部分港口亦改作通訊設施。
旅遊業也是利物浦市經濟支柱，配備了大量高品質服務如旅館、餐廳和俱樂部。利物浦的建築不僅吸引了遊客，還引來了電影製片人到此取景。
随着利物浦经济的不断增长，位于市中心的利物浦水域和隔默西河与市中心相望的威勒尔水域将在未来几年内得到较大的开发。开发计划于2010年10月启动，2012年3月得到利物浦市议会的批准。将来在利物浦水域将会出现一系列模仿上海外滩以及陆家嘴的现代化建筑群，其中将以由中国上海援建的50层摩天楼“上海塔”最为瞩目。

## 教育

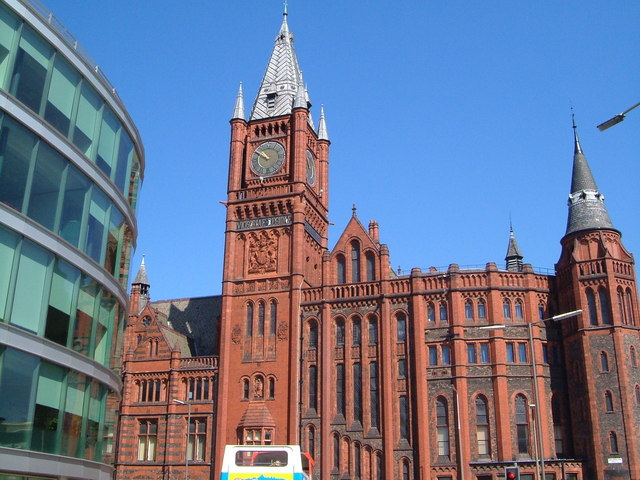
利物浦大學的維多利亞大樓

利物浦藍制服學校是一所歷史悠久的語法學校，成立於1708年。其成績至今還十分優越，是全英最好的語法學校之一。A/AS levels平均成績達到1087.4點。其他的學校還有1620年成立的泰勒商人學校和1840年成立的利物浦學院等。
利物浦共有三所大學，分別是利物浦大學、利物浦約翰摩爾斯大學和利物浦希望大學，其中利物浦大学是属于罗素集团和红砖大学的研究型重点大学。邊山大學在還是教師培訓學院時位於利物浦的邊山，不過後來搬到了奧姆斯柯克。利物浦表演藝術研究所是全英表演藝術界權威之一。利物浦只有一個繼續教育學院，即市中心的利物浦社區學院。

## 體育
利物浦有兩支參加英超的球會：（Everton FC）和利物浦（Liverpool FC）。兩支英超勁旅都相當成功，利物浦贏過20次英格蘭頂級聯賽冠軍和英格蘭足總杯8次，以及6次歐洲冠軍杯，而亦贏過九次英格蘭頂級聯賽冠軍和英格蘭足總杯5次。他们之间的对抗被称为“默西赛德郡德比”。

## 地标建筑

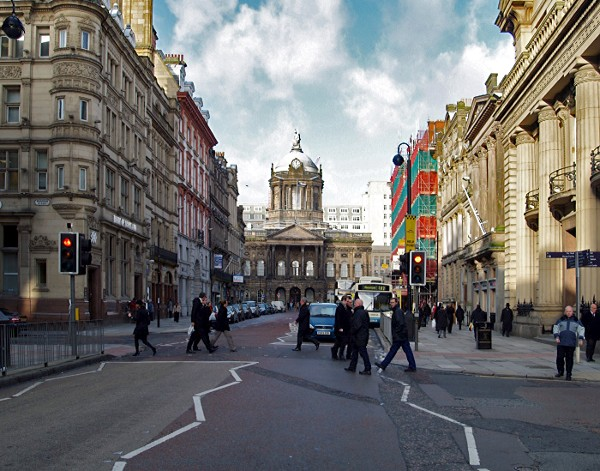
利物浦市政厅

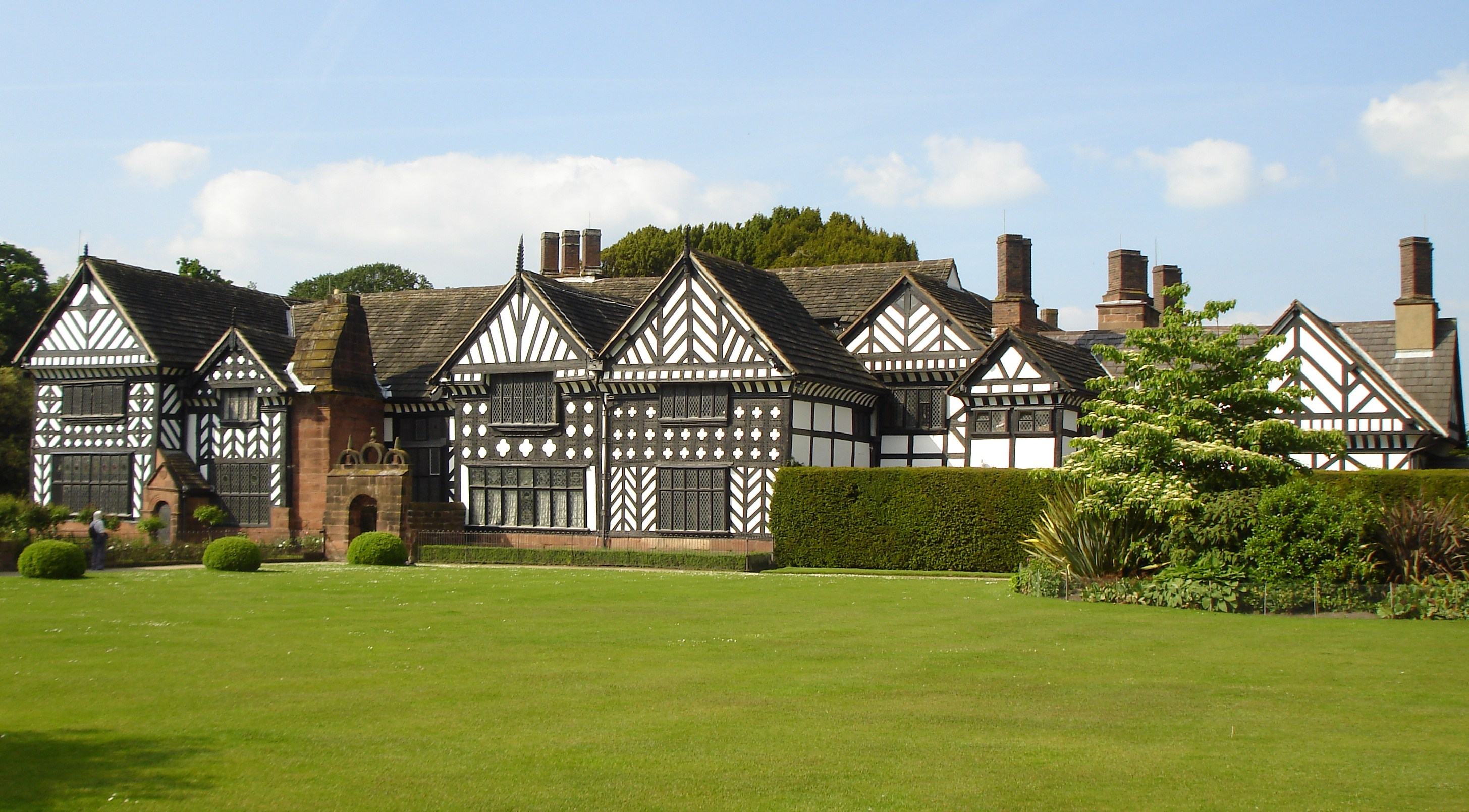
斯皮克堂

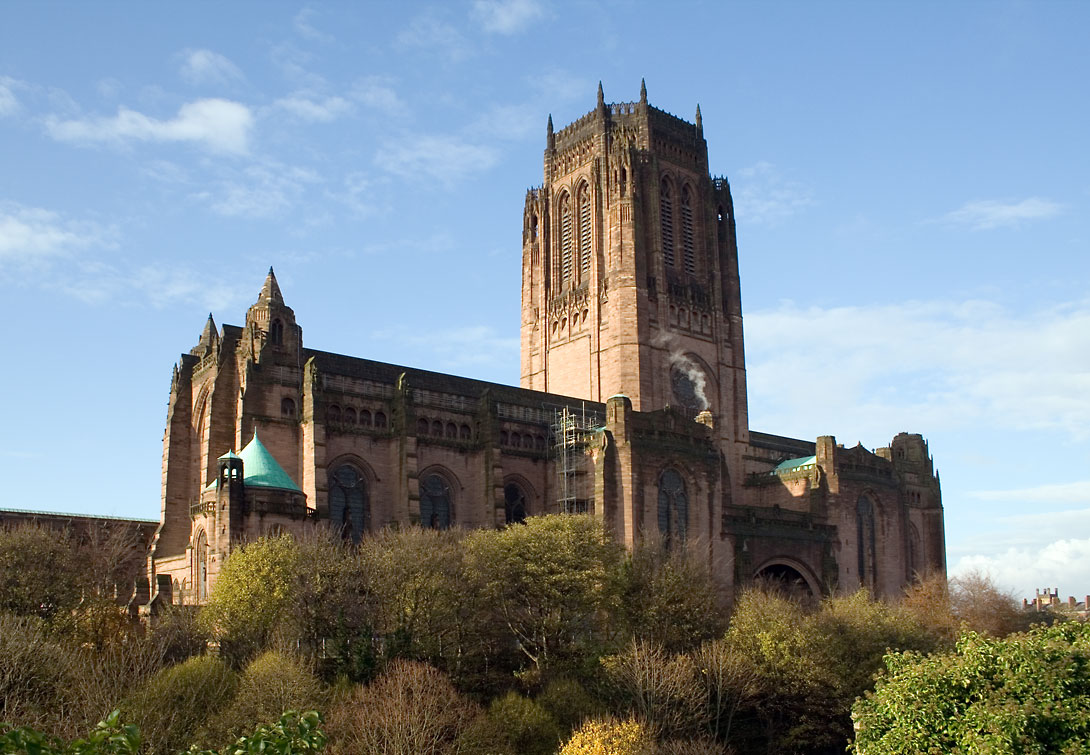
利物浦座堂

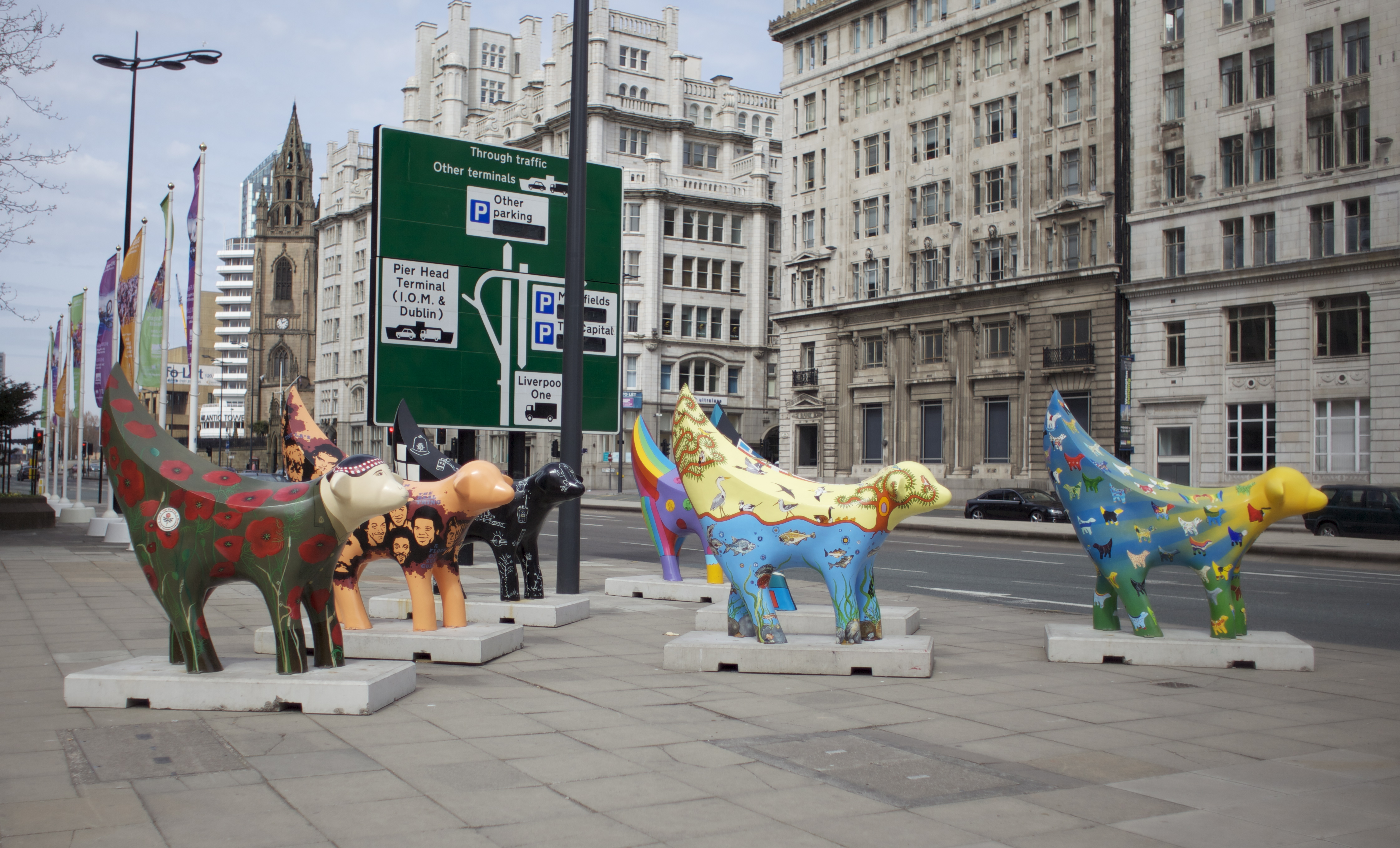
Superlambananas, 2010

利物浦的建筑风格相当多样化，从16世纪的都铎风格，一直到当代建筑。该市大部分建筑兴建于18世纪晚期以后的大英帝国鼎盛时期。利物浦市內共有超過2,500座的登录建筑，其中27座为一级登录建筑，85座为二级登录建筑，数量仅次于伦敦。该市公共雕塑的数量在英国仅次于西敏市，乔治式建筑的数量在英国仅次于巴斯。利物浦建筑的价值在2004年得到承认，散布在市内的几个区域曾被联合国教科文组织列为世界文化遗产（2021年除名），称为海事商业城利物浦（Liverpool Maritime Mercantile City），理由是利物浦在世界贸易体系发展中的重要性和船坞技术。

### 河滨和码头
利物浦作为一个主要的英国港口，码头在历史上曾是城市发展的中心。该市在1715年兴建世界上第一个包围式湿船坞（旧船坞）。在利物浦最有名的船坞是阿尔伯特船坞（Albert Dock），建于1846年，英国最大的一级登录建筑，被认为是世界上最先进的码头之一，帮助这个城市成为世界上最重要的港口之一。市中心的北面是斯坦利船坞（Stanley Dock），拥有斯坦利船坞烟草仓库（Stanley Dock Tobacco Warehouse），在1901年兴建时，是世界上面积最大的建筑，今天仍是世界上最大的砖砌建筑。
利物浦最有名的地点是码头顶（Pier Head），以三大建筑物著称 – 皇家利物大厦（Royal Liver Building）、丘纳德大厦（Cunard Building）和利物浦港务大厦（Port of Liverpool Building）。它们统称为“美惠三女神”（Three Graces），是海上利物浦的象征，见证了19世纪后期和20世纪初期该市的巨大财富，被许多人认为是世界上最令人印象深刻的水滨之一。。
近几年，利物浦河滨的几个区域都进行了大规模重建。其中引人注目的有国王船坞的利物浦回声竞技场（Echo Arena Liverpool）和BT会议中心，王子船坞的亚历山大塔和王子船坞1号，以及科堡船坞和不伦瑞克船坞附近的Liverpool Marina。

### 商业区和文化区
利物浦在历史上曾是世界上最重要的贸易港口之一，该市兴建许多宏伟的建筑物用作运输公司，保险公司，银行和其他大公司的总部。这带来巨大的财富，随后又兴建宏伟的公共建筑，让管理者“骄傲地管理城市”。
商业区集中在围绕着城堡街，戴尔街和旧厅街的地区，该地区的许多道路依然遵循着中世纪格局。该地区的发展历史超过三个世纪，被认为是该市最重要的建筑地点之一。该区最古老的建筑是一级登录建筑利物浦市政厅，位于城堡街尽头，可追溯到1754年，被誉为英国装饰最奢华的市政建筑之一。 一级登录建筑英格兰银行大楼同样位于城堡街，兴建于1845年到1848年间，是该银行仅有的三个省级分行之一。该地区值得注意的建筑物还有Tower Buildings、阿尔比恩大楼（Albion House）（昔日White Star Line总部），市政大楼（Municipal Buildings），Oriel Chambers被认为是最早的现代风格建筑之一。。
威廉布朗街（William Brown Street）周围区域被称为城市的文化区，因为此处拥有许多公共建筑，包括威廉布朗图书馆（William Brown Library）、步行者画廊、皮克顿阅览室（Picton Reading Rooms）和利物浦世界博物馆（World Museum Liverpool）。该地区占主导地位的是新古典主义建筑，其中最突出的是圣乔治大厅（St. George's Hall）被广泛认为是欧洲新古典主义建筑的一个最佳例证，这是一座一级登录建筑，建于1840年到1855年，行使多种功能，门上题写"S.P.Q.L.”（拉丁语senatus populusque Liverpudliensis），意思是“参议院与利物浦人”。威廉布朗街还拥有众多的纪念碑和雕塑，包括惠灵顿圆柱（Wellington's Column）和Steble 喷泉。该区域周围也有许多雕塑，特别是在圣约翰花园（St John's Gardens）附近。

### 其他著名地标
虽然利物浦的大部分建筑兴建于18世纪中叶以后，但是也有一些建筑修建于此时以前。现存最古老的建筑物之一，是位于城南的都铎式庄园建筑斯皮克堂（Speke Hall），完成于1598年。这是英格兰北部仅存的少数木筋墙都铎式住宅之一，在19世纪中叶增加维多利亚式的内部。。市中心内最古老的建筑是一级登录建筑Bluecoat Chambers，建于1717年到1718年，英国安妮女王式建筑，最初是蓝衣学校所在地，自1908年以来一直用作利物浦艺术中心。。 利物浦也有欧洲第一中国城。
利物浦以拥有两个杰出的主教座堂著称。英国国教圣公会的利物浦座堂，建于1904年到1978年，是英国最大的主教座堂，和世界第五大主教座堂。它是哥特式建筑，被认为是20世纪最伟大的建筑物之一，英国桂冠诗人John Betjeman称之为“世界上伟大的建筑之一”.罗马天主教的利物浦基督君王都主教座堂（Liverpool Metropolitan Cathedral）兴建于1962年到1967年，是最早打破打破传统的纵向设计的教堂之一。
近年来，利物浦市中心许多地方发生了多年衰落之后的显著重建和复兴。
在利物浦还有许多其他著名的建筑物，包括艺术装饰主义的机场酒店、利物浦大学维多利亚大厦（“红砖大学”的术语由此得名）和阿德尔菲酒店（Adelphi Hotel），过去曾被认为是世界上最好的酒店之一。

## 國際關係

### 姊妹城市
利物浦與以下城市有姊妹關係：
- 德国科隆（1952）
- 愛爾蘭都柏林（1997）
- 中华人民共和国上海（1999）
- 巴西里約熱內盧（2003）
- 印尼棉蘭
- 馬來西亞檳榔嶼
- 美国伯明罕（2015）

### 領事館
利物浦的第一個美國領事館是1709年成立的，但因為二戰後利物浦國際地位下降而關閉。現在利物浦有領事館的國家為：
- 匈牙利
- 義大利
- 荷蘭
- 挪威
- 瑞典
- 泰國

## 外部連結
- A Summary of the Liverpool City Region
- Liverpool Pictorial（页面存档备份，存于）
- Liverpool City Council （页面存档备份，存于）
- Official Liverpool European Capital of Culture website
- Official Liverpool Tourism Site
- Origins of the name Liverpool

53°24′N 3°00′W / 53.4°N 3°W